# زيزفون
تيليا أو الزيزفون  (باللاتينية: Tilia) جنس من الأشجار النفضية المعمرة ينتمي للفصيلة الخبازية. تكثر أشجار الزيزفون في نصف الكرة الشمالي في المناطق المعتدلة من أوروبا وآسيا وشرقي أمريكا الشمالية.

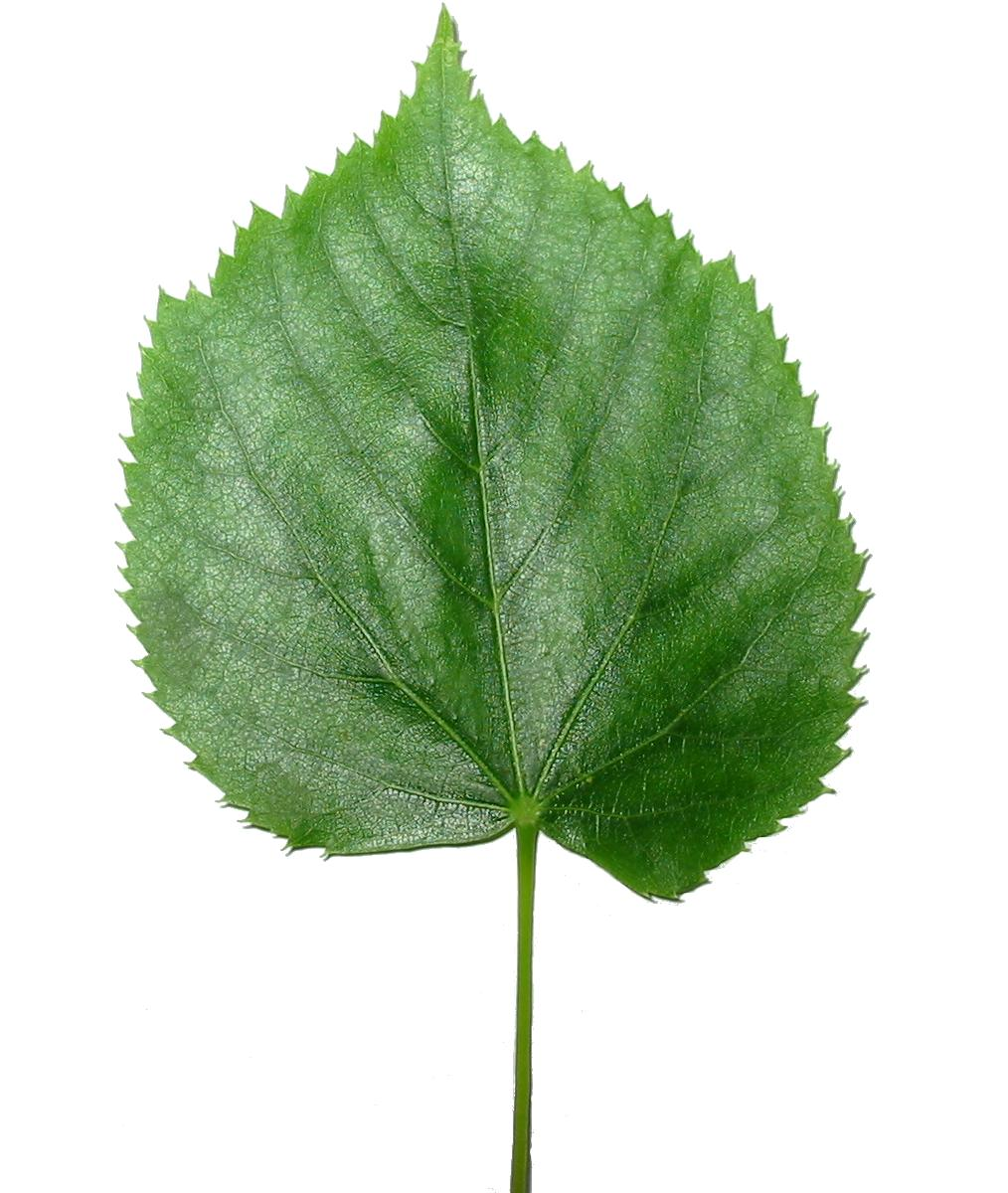
ورقة شجر الزيزفون

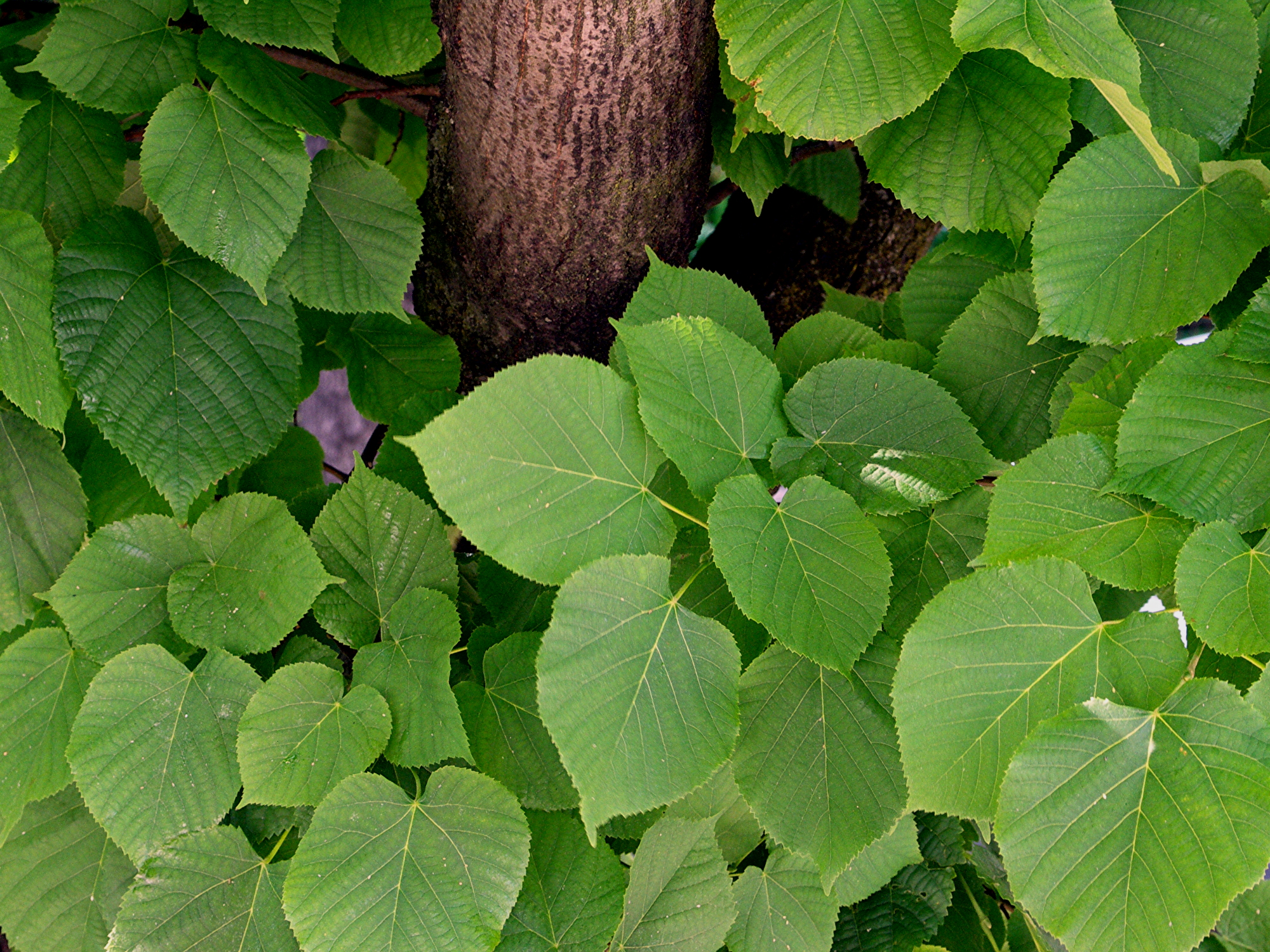
أوراق شجر الزيزفون

## أسماؤه
زيزفون وغبيراء وتيليو.

## الوصف النباتي
شجرة معمرة ساقها خشبية ذات قشرة ملساء كثيرة الأغصان ولهذه الشجرة أنواع عديدة لا فرق بينها من الناحية الطبية وأوراقها كبيرة على شكل قلب مائل وحوافها مسننة وبعضها رمحية شبيهة بأوراق الزيتون ولونها فضي وهذا الصنف شائع في الوطن العربي وأما النورات فهي عنقودية بيضاء أو شقراء لها رائحة عطرية طيبة.
شجرة الزيزفون كبيرة يصل ارتفاعها إلى حوالي 30 متراً، يغطي سوقها لحاء ذو لون رمادي أملس وأوراق قلبية الشكل وعناقيد من الأزهار الصفراء الباهتة، تسقط أوراقها في فصل الخريف. يؤلف القسم العلوي من الساق مع الأعضاء مركب يشبه التاج، وتميل الأغصان إلى أسفل. يتشقق اللحاء في السيقان المعمرة يكون لون الأوراق أخضراً داكناً في الأجزاء العلوية من الشجرة ورمادياً أخضراً في الجهة السفلى مع شعيرات بلون الصدأ في إبط عروق الأوراق.
يوجد نوعان من نبات الزيزفون. النوع الأول صغير الأوراق ويسمى (باللاتينية: Tilia cordata) والنوع كبير الأوراق ويسمى (باللاتينية: Tilia platyphyllos) وكلاهما ينمو بشكل طبيعي في جبال لبنان وسوريا وتركيا.

## موطن الزيزفون الأصلي
تعدّ أوروبا الموطن الأصلي للنبات وينمو برياً، لكنه يزرع في الحدائق وعلى الطرقات.

## الاستخدامات
تستعمل أزهار الزيزفون في الطب الشعبي.

### الخشب
خشبها القيم يستخدم في صنع الأدوات الدقيقة كأصابع البيانو والأثاث الثمين والستائر ومن خشبها الداخلى يستخرج نوع خاص من الورنيش

### الاستخدام الطبي
الجزء المستعمل: الأزهار المجففة والأغصان الصغيرة والأوراق. تجمع الأزهار في فصل الصيف.
المواد الفعالة : تحتوي أزهار الزيزفون على زيت طيار وعلى فلافونيات وأهم مركبات هذه المجموعة مركبا الكويرسيتين والكامفيرول. كما تحتوي على حمض الكافئين وحموض أخرى ومواد هلامية تشكل 3٪ وحمض العفص وكميات قليلة من مركبات شبيهة بالبنزوديازيبين وكذلك هورمونات جنسية.
- الزيت الطيار : يحتوي حتى 5.1 % من فارنيزول.
- الفلافونيلات : هيسبيريدين، كورسيتين، استرالاجين.
- حموض فينولية.
- مواد عضوية، صمغ (في القنابة).

## معرض صور

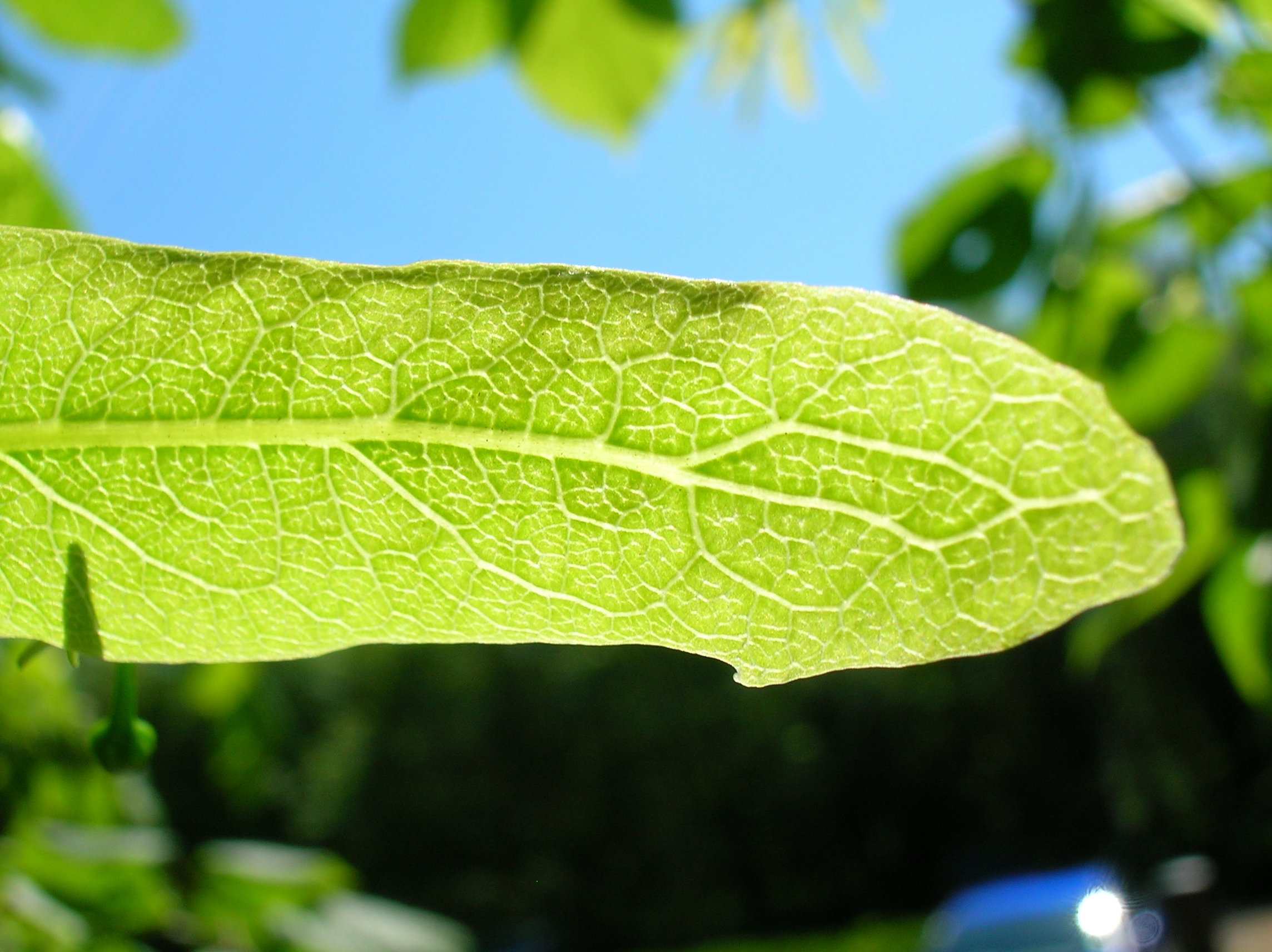
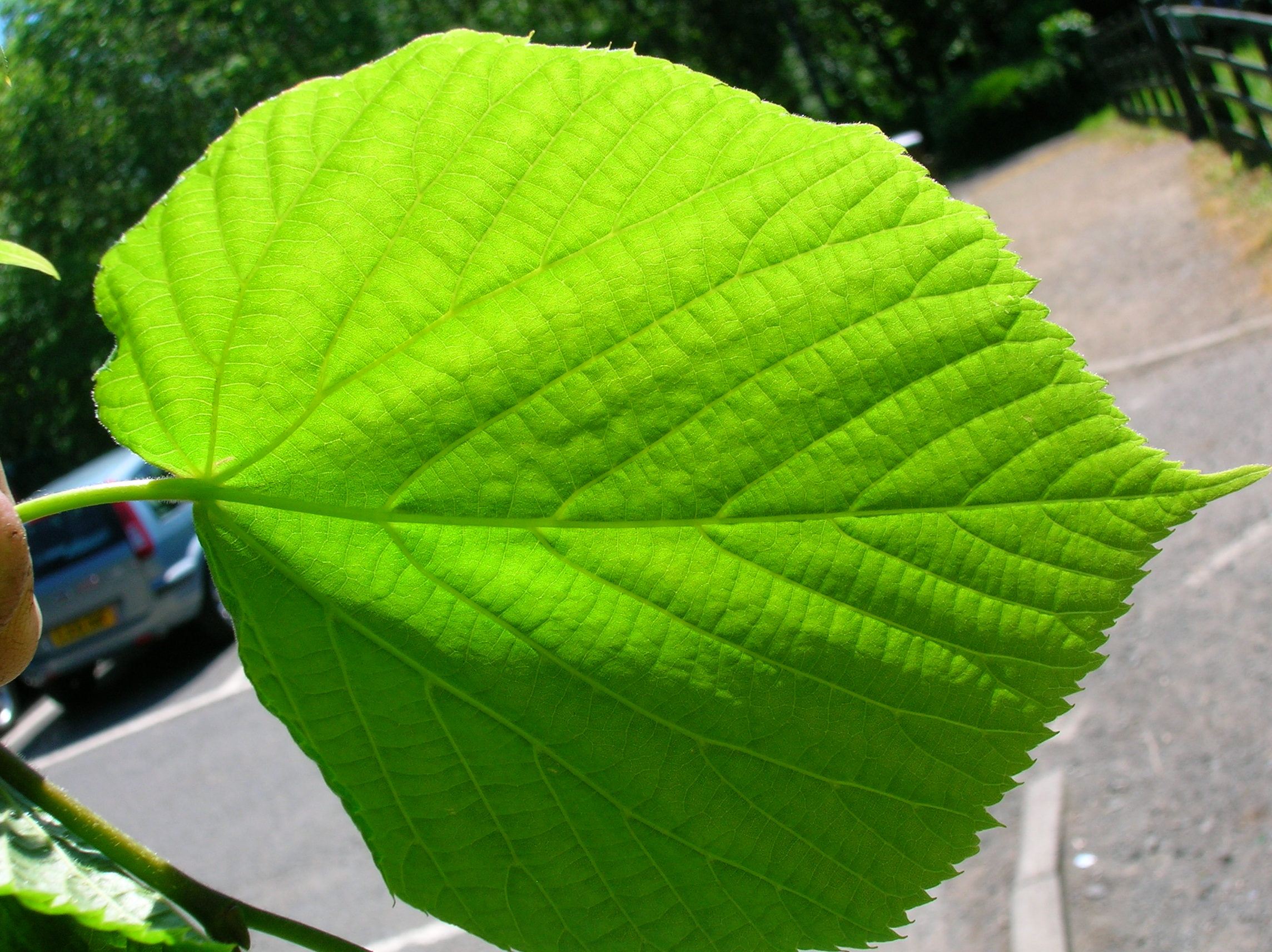
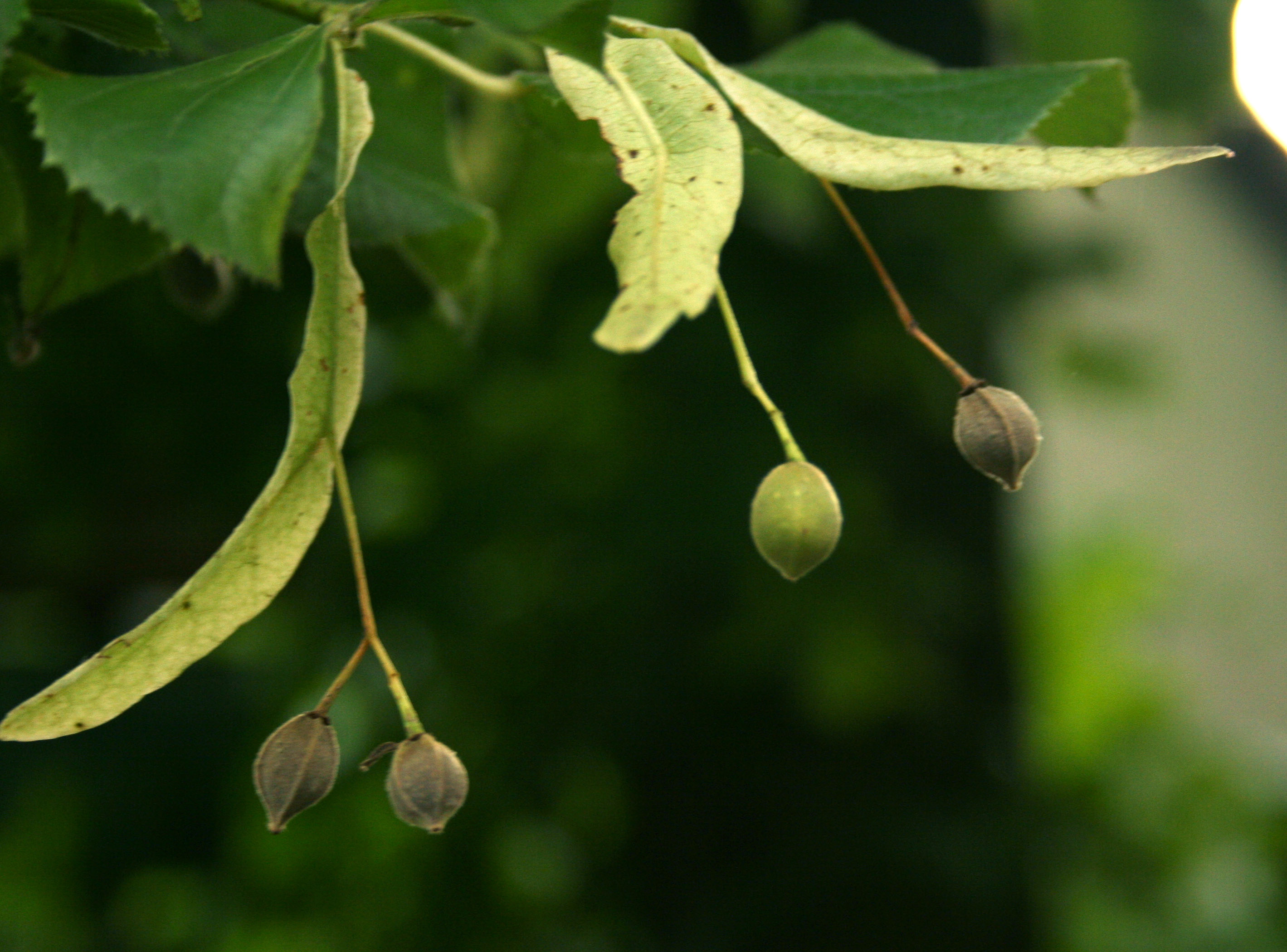
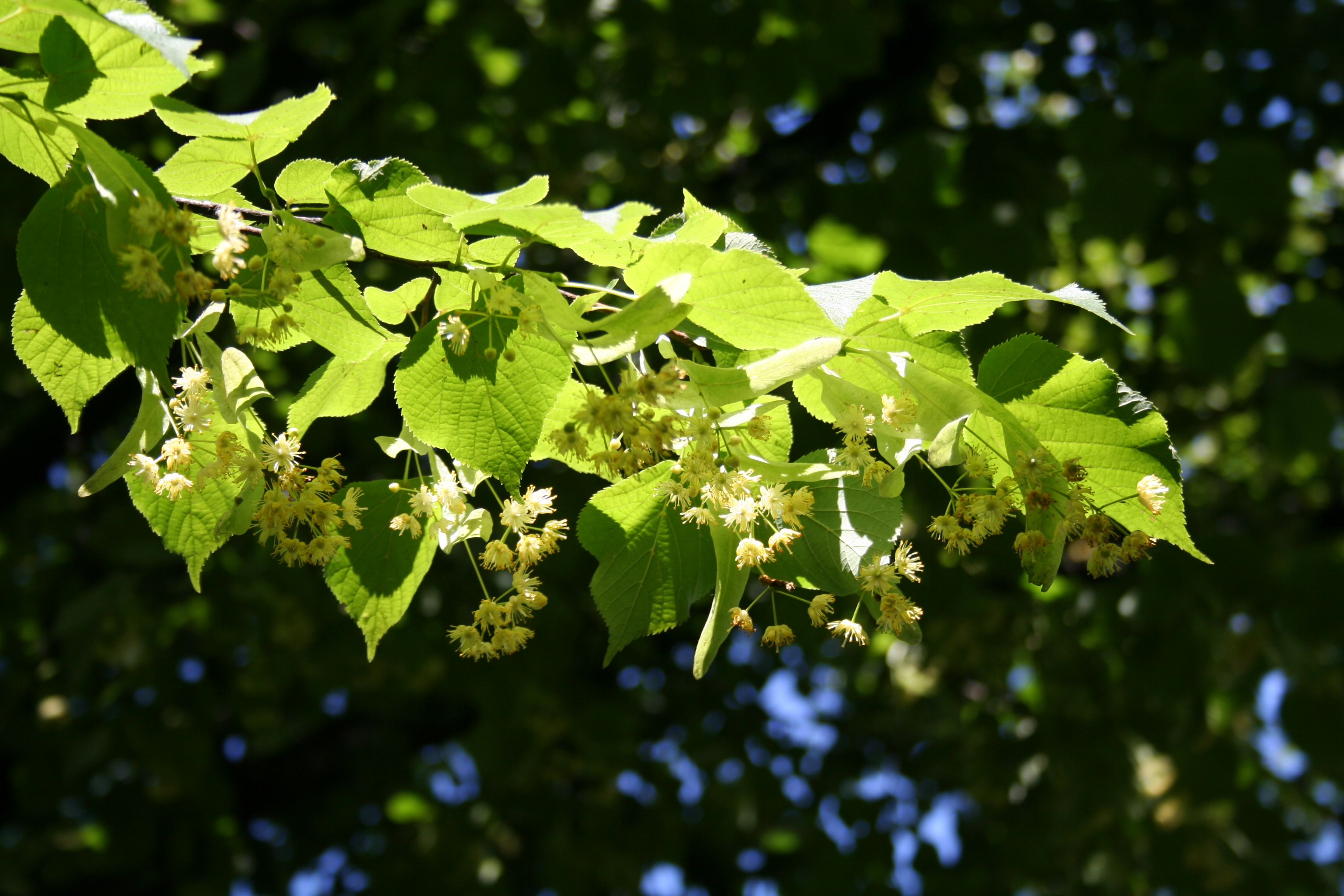

## الأنواع
من أنواعها:
- زيزفون لبدي
- زيزفون أوروبي
- زيزفون أمريكي
- زيزفون منغولي
- زيزفون قلبي الورق
- زيزفون هولندي